# Siphonosoma ingens
Siphonosoma ingens är en stjärnmaskart som först beskrevs av Fisher 1947.  Siphonosoma ingens ingår i släktet Siphonosoma och familjen Sipunculidae. Inga underarter finns listade i Catalogue of Life.